# Schule Am Hohen Ufer

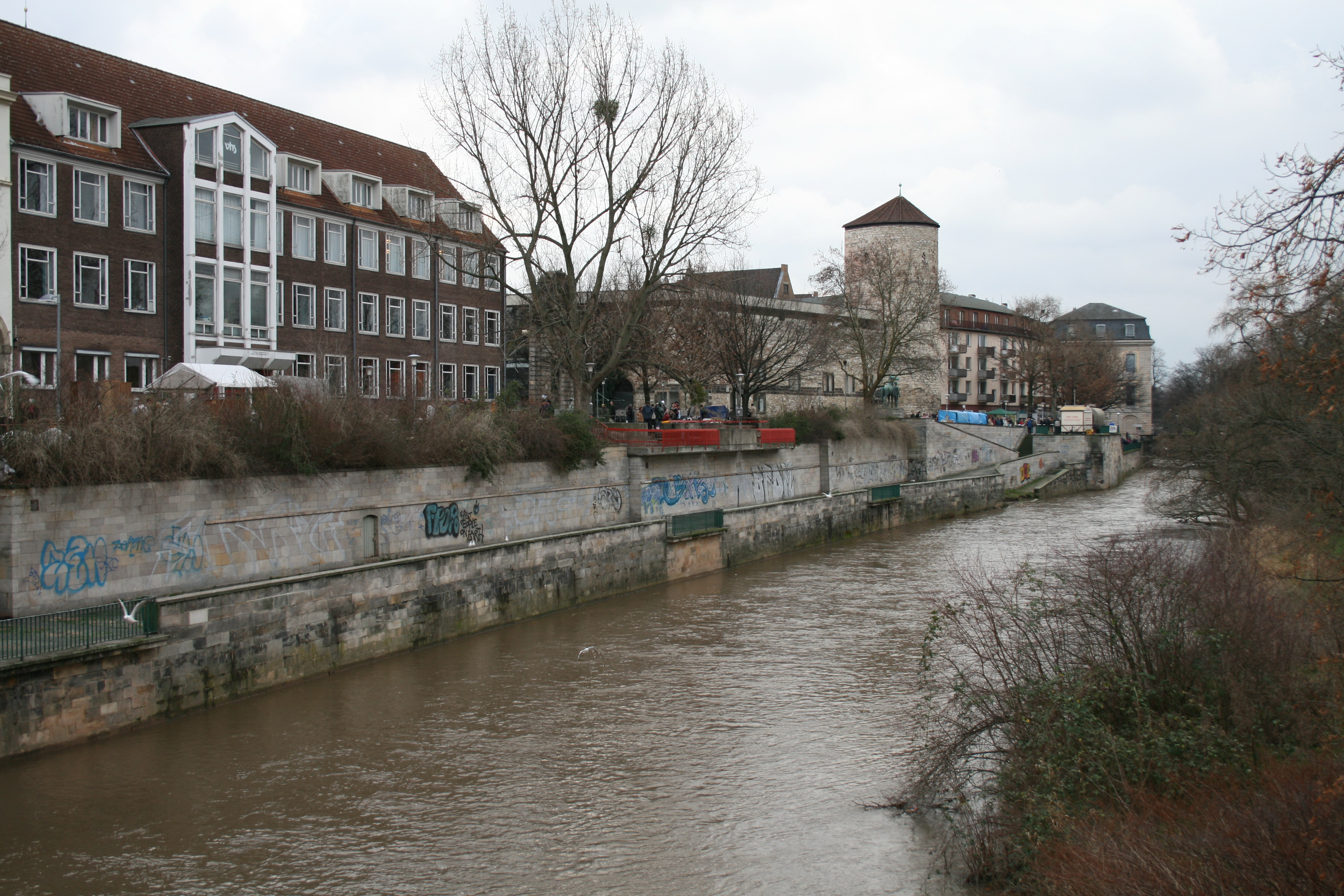
Schulgebäude der Hauptschule Am Hohen Ufer, 2007

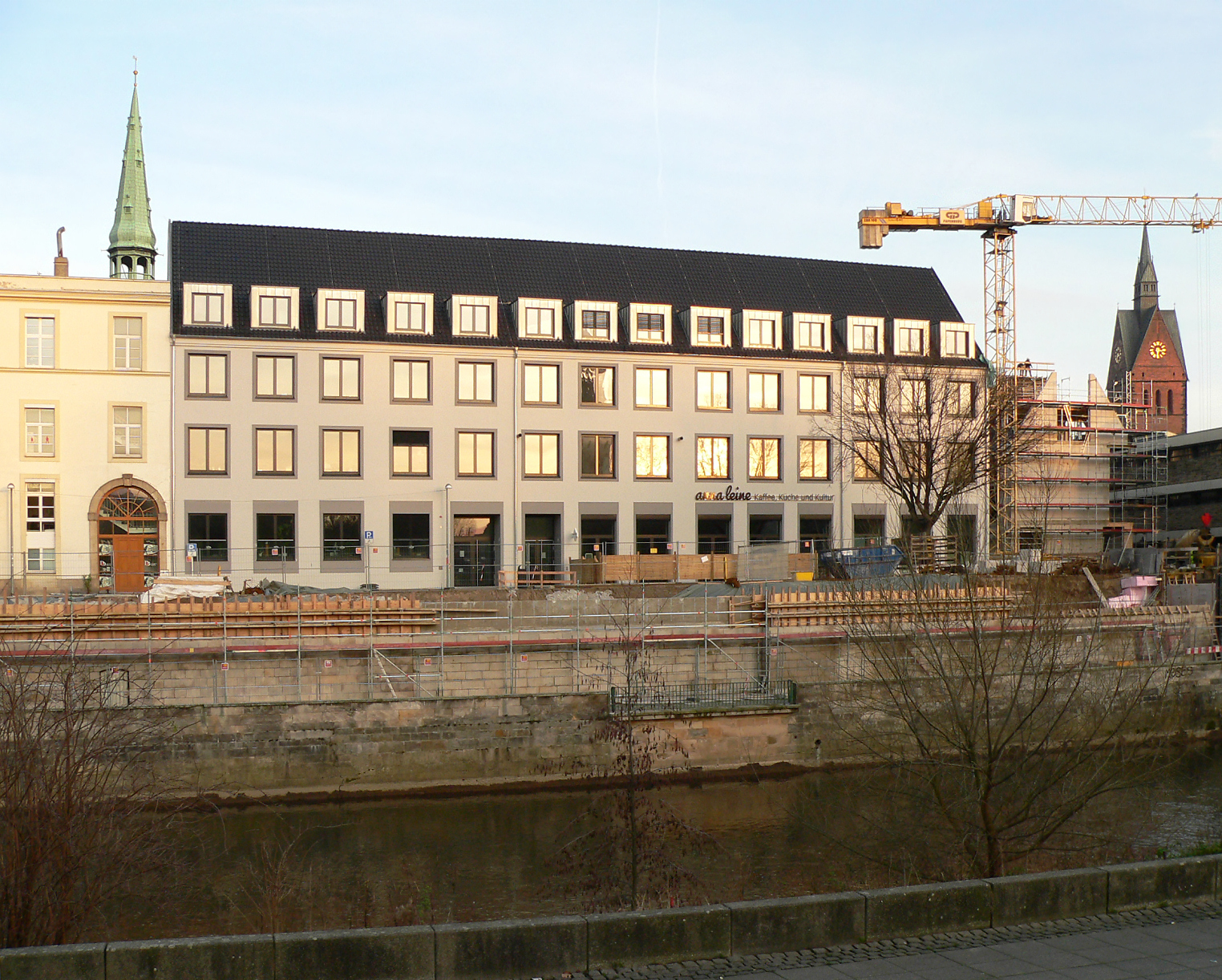
Das Schulgebäude nach dem Umbau zur Volkshochschule Hannover, 2015

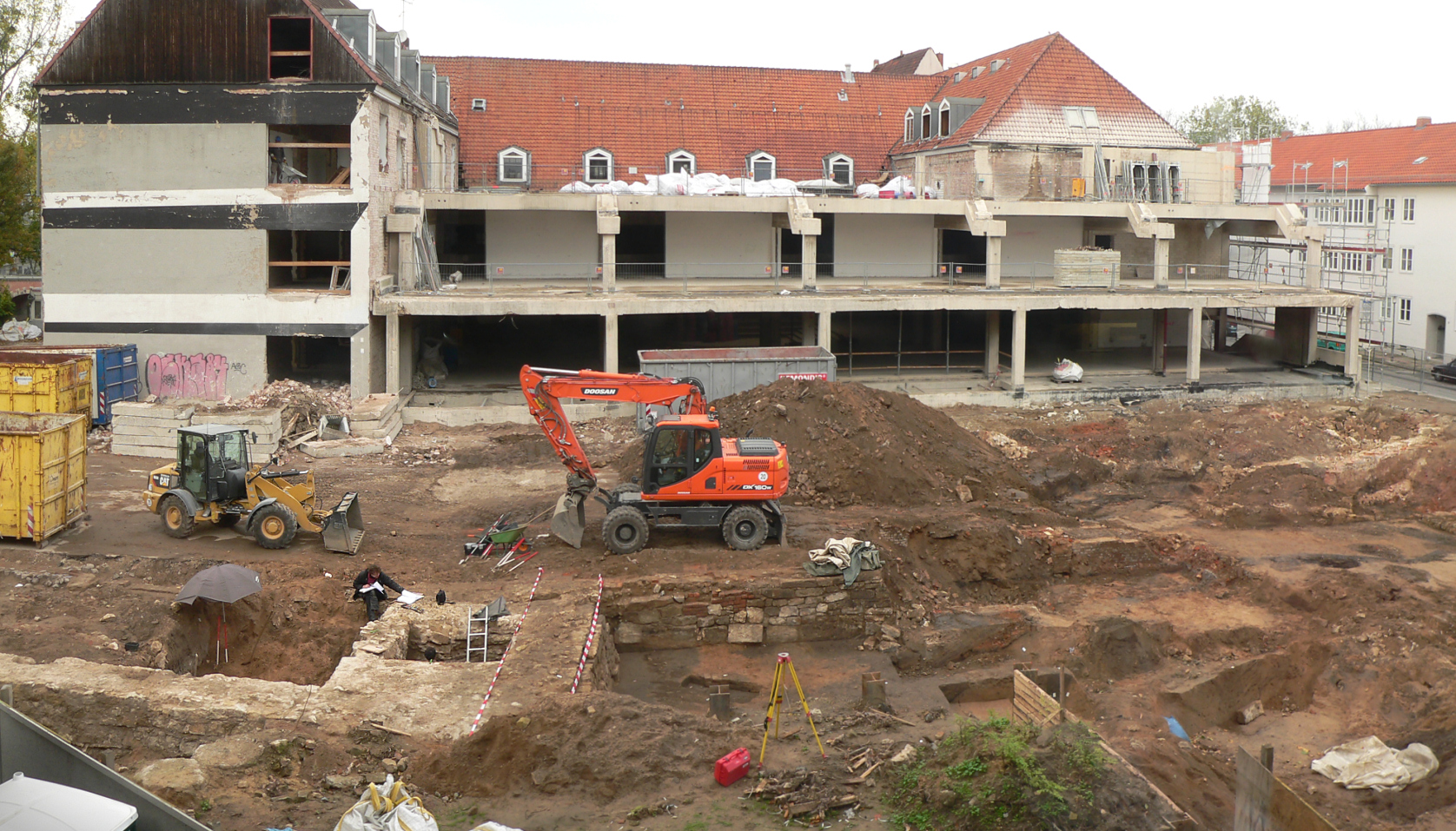
Umbau der Schule und stadtarchäologische Untersuchungen auf dem Schulhof mit der Freilegung der hannoverschen Stadtmauer, 2013

Die Hauptschule Am Hohen Ufer in Hannover, auch Grundschule Am Hohen Ufer sowie Volksschule am Hohen Ufer oder schlicht Schule Am Hohen Ufer genannt, war eine Grund-, Haupt- und Realschule unter der Adresse Am Hohen Ufer 3 im hannoverschen Stadtteil Mitte.

## Geschichte
Nachdem während des Zweiten Weltkrieges durch die Luftangriffe auf Hannover insbesondere im Zentrum Hannovers der Großteil der historischen Gebäude zerstört worden war, beabsichtigte die Stadt Hannover in der Nachkriegszeit den Bau einer neuen Schule am etwa zeitgleich neugestalteten Hohen Ufer. Sie wandte sich zunächst an den Architekten Paul Bonatz, der rund ein Jahrzehnt nach Kriegsende erste Entwürfe für den Neubau lieferte. Die weitere Bearbeitung sowie die Bauausführung des Gebäudeflügels parallel zur Leine übernahm dann der Architekt Geert Edgar Schlubach. Der erste Bauabschnitt, den 1956 fertiggestellten 1950er Jahre-Bau, hielt der Fotograf Wilhelm Hauschild für einen Bericht in der Hannoverschen Allgemeinen Zeitung fest. Das Bauwerk war das einzige Schulgebäude der niedersächsischen Landeshauptstadt, das in den 50er Jahren auf dem Gebiet der Altstadt Hannovers errichtet wurde.
Ein zweiter Bauabschnitt war zu einer späteren Zeit vorgesehen.
Bis in die 1990er Jahre hatte sich die Schule in Zentrum Hannovers zu einer Einrichtung mit überdurchschnittlich hohem Anteil von Jugendlichen mit Migrationshintergrund entwickelt, insbesondere von Schülern mit kulturellen Familien-Wurzeln aus der Türkei, die in zwei vergleichsweise schizophrenen Erlebniswelten aufwuchsen: „Morgens Deutschland, abends Türkei ...“ wurde zur Jahrtausendwende mehr und mehr als ein bekannter Ausspruch der Heranwachsenden wahrgenommen.
Nachdem die Schule im Jahr 2010 geschlossen worden war, beschloss die Stadt Hannover im Folgejahr 2011 unter ihrem damaligen Oberbürgermeister Stephan Weil die Sanierung und einen anschließenden Umzug der Volkshochschule Hannover (VHS) in das seinerzeit leerstehende Schulgebäude. Zugleich sollte auch der als Parkplatz genutzte Schulhof unmittelbar neben dem Historischen Museum „vermarktet“ werden, um dort eine Bebauung für Wohn- und gewerbliche Zwecke zu ermöglichen. Die Pläne wurden in den Folgejahren umgesetzt.